# سامانثا (اسم)
سامانثا (بالإنجليزية: Samantha)‏ هو اسم علم شخصي مؤنث ومذكر بالنسبة للسريلانكيين، له أصل يوناني ومعناه (السامع لله) وله أصل سنهالي يشير للإله سامان الذي كان يعبده السنهاليون القدماء، يعتبر هذا الاسم من السماء الشائعة في الغرب.

## الشخصيات
- سامانثا ستوسور لاعبة كرة مضرب أسترالية.
- سامانثا سميث سياسية وممثلة أمريكية.
- سامانثا مورتن ممثلة إنجليزية.
- سامانثا ماثيس ممثل أمريكية.
- سامانثا بيزيك لاعبة جمباز أمريكية.
- سامانثا إيجر ممثلة إنجليزية.
- سامانثا بوند ممثلة إنجليزية.

### الشخصيات الخيالية
- سامانثا كارتر إحدى شخصيات مسلسل ستارغيت إس جي 1.